# Prensa escrita en Venezuela

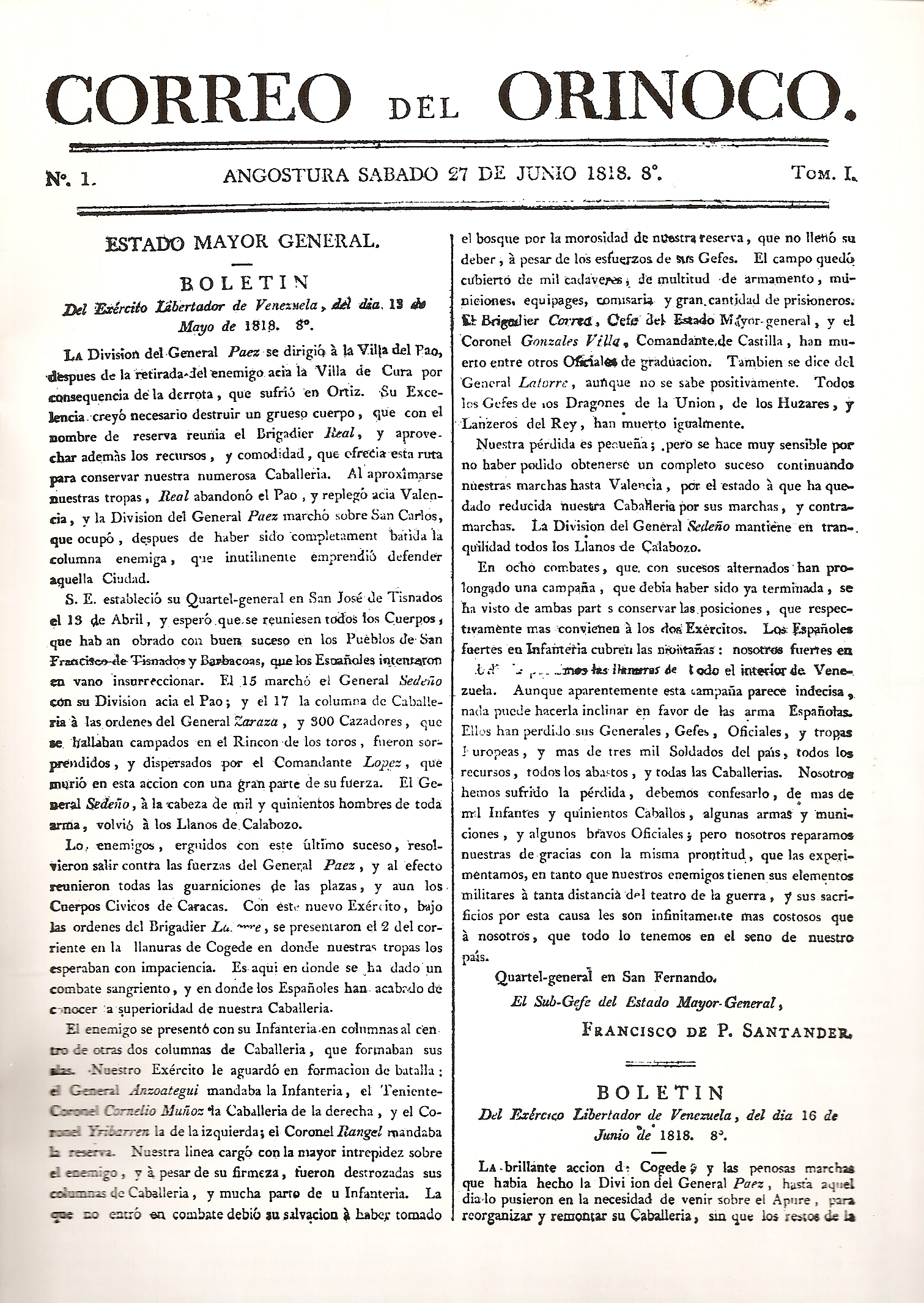
La primera página del primer número del Correo del Orinoco.

La prensa escrita en Venezuela se inició el 24 de octubre de 1808 cuando salió La Gazeta de Caracas, considerada como el primer periódico venezolano. Anteriormente existió en la entonces Provincia de Trinidad el Correo de la Trinidad Española, publicado entre 1789 y 1790.
En 1818, Simón Bolívar fundó el Correo del Orinoco para defender la independencia de Venezuela. Tiempo después se publican otros diarios.
La información oficial del Estado venezolano surgió en 1868 con la creación de la Gaceta Federal que circuló hasta 1869. Posteriormente, Antonio Guzmán Blanco creó la Gaceta Oficial de Venezuela
En 1904 apareció en Barquisimeto El Impulso, el cual es el diario existente más antiguo del país.

## Periódicos
Los primeros se encuentran en Caracas. Varios pertenecen a conglomerados de medios de comunicación como el Bloque Dearmas o el Grupo Últimas Noticias. Muchos periódicos en manos privadas están afiliados a organismos no gubernamentales como el Bloque de Prensa Venezolano, el Bloque de Prensa Digital de Venezuela o la Sociedad Interamericana de Prensa. Las publicaciones del Estado venezolano forman parte del Sistema Nacional de Medios Públicos de Venezuela.

## Prensa gratuita
La primera prensa gratuita fue el semanario En Caracas, que se repartía todos los viernes con un tiraje de 50.000 ejemplares, pero salió de circulación el 16 de diciembre de 2005. A este le siguieron los desaparecidos  Primera Hora (fundado en junio de 2005) y El Diario de Caracas (que después de una etapa como impreso gratuito pasó a editarse solamente en versión digital en 2012). El 8 de agosto de 2009 surgió el Ciudad CCS, editado por la Alcaldía de Caracas, que para julio de 2017 es el único diario gratuito del país.
También se publicaron por un tiempo como  gratuitos los diarios públicos Ciudad VLC (Valencia) Ciudad Cojedes (San Carlos) Ciudad Guárico (San Juan de los Morros) Ciudad Petare (Petare), Ciudad Maturín, Ciudad Margarita, Ciudad Orinoco (Ciudad Bolívar), Ciudad Barquisimeto y Ciudad Maracay.

## Prensa en otros idiomas

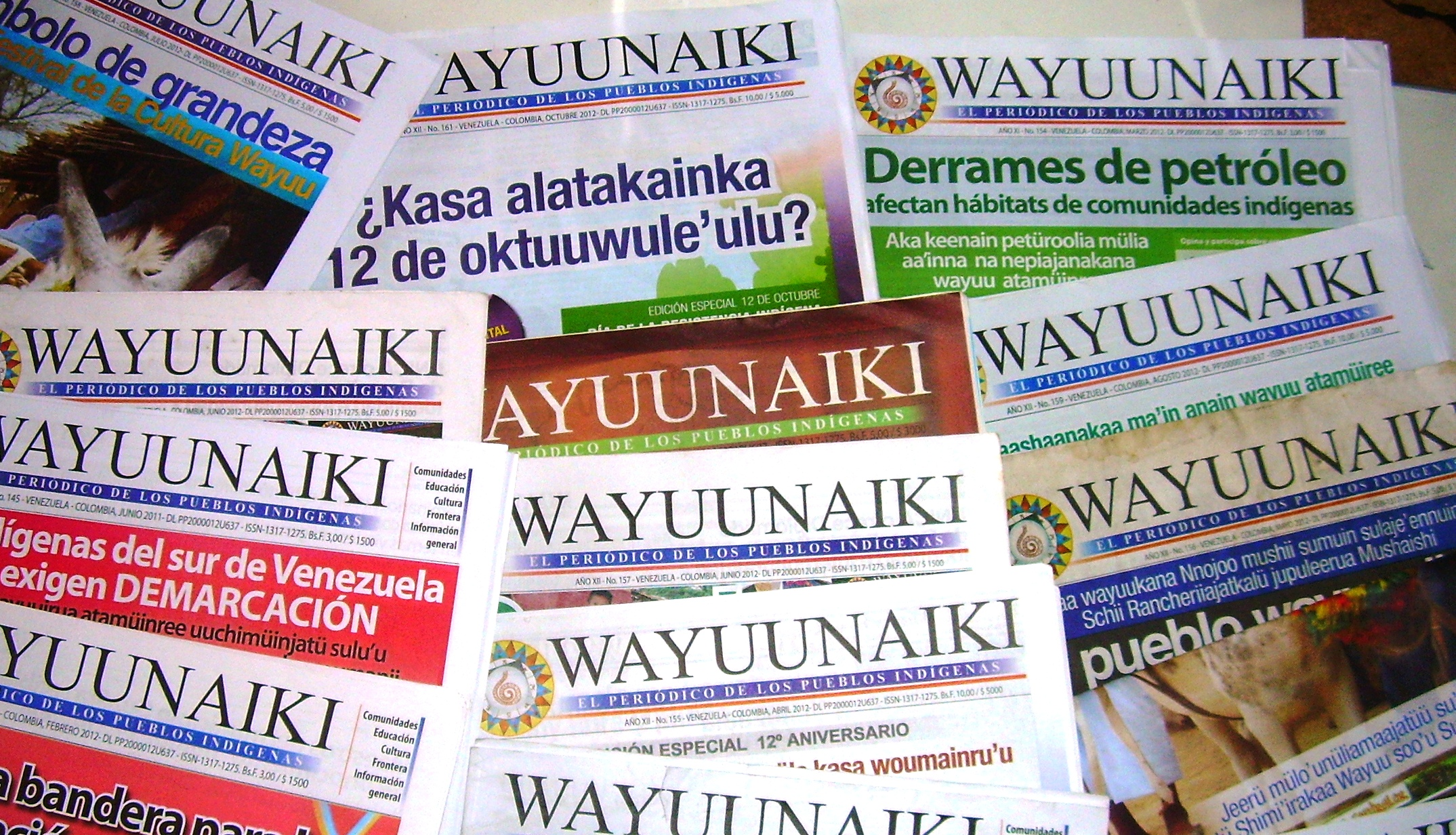
Ejemplares del periódico Wayuunaiki.

El Correo de la Trinidad Española, publicado en francés y español entre 1789 y 1790, podría ser considerado como un antecedente de ese tipo de prensa. La llegada de inmigrantes a Venezuela trajo como consecuencia la aparición de periódicos y semanarios escritos en lenguas extranjeras. Un ejemplo fue el diario en inglés The Daily Journal que circuló desde 1945 hasta 2008.
Un caso especial es el Wayuunaiki, un periódico escrito en español y en wayú.

## Libertad de prensa
La Constitución de Venezuela de 1999 protege la libertad de expresión y la libertad de prensa. El artículo 57 determina que 

Toda persona tiene derecho a expresar libremente sus pensamientos, sus ideas u opiniones de viva voz, por escrito o mediante cualquier otra forma de expresión, y de hacer uso para ello de cualquier medio de comunicación y difusión, sin que pueda establecerse censura. No se permite el anonimato, ni la propaganda de guerra, ni los mensajes discriminatorios, ni los que promuevan la intolerancia religiosa.